# تعطیلات آل‌آستار (فیلم)
تعطیلات آل‌آستار (انگلیسی: All-Star Weekend) فیلمی کمدی-درام و ورزشی آمریکایی آماده اکران به کارگردانی و بازی جیمی فاکس در این فیلم بازیگرانی نظیر جرمی پیون، جسیکا کارن، اوا لونگوریا، رابرت داونی جونیور، کن جیونگ، جرارد باتلر، و بنیسیو دل تورو ایفای نقش می‌کنند.

## داستان
مالیک و دنی، دو راننده کامیون که طرفدار بسکتبال هستند، بازیکنان مورد علاقه خود، لبرون جیمز و استفن کری را می‌پرستند. دوست دختر دنی، ابی، در حال تجدید نظر در رابطه است، زیرا نمی‌خواهد از وسواس او عقب‌نشینی کند. این دو راننده در نهایت با برنده شدن بلیت‌های بازی ستاره‌های NBA، از کار بن‌بست خود استراحت می‌کنند. در راه رسیدن به بازی بزرگ، مالیک و دنی با آسیای زیبا و اسرارآمیز آشنا می‌شوند که ممکن است برنامه پنهان خود را داشته باشد.

## بازیگران
- جیمی فاکس در نقش مالیک
- رابرت داونی جونیور در نقش دنی
- کن جیونگ
- جرارد باتلر
- بنیسیو دل تورو
- جسیکا کارن
- اوا لونگوریا
- جرمی پیون
- لونل
- دی‌جی خالد

## تولید
فیلمبرداری در ۲۶ اکتبر ۲۰۱۶، در لس آنجلس، کالیفرنیا، با جان تی. کانر به عنوان فیلمبردار آغاز شد.

## انتشار
در ابتدا قرار بود در ۱۶ فوریه ۲۰۱۸ منتشر شود، اما پس از تولید به موقع کامل نشد. این فیلم به ۲۲ فوریه ۲۰۱۹، به تعویق افتاد، اما در نهایت به دلایل نامشخصی تاریخ اکران را از دست داد. سپس پیش‌بینی می‌شد که این فیلم بعداً در سال ۲۰۱۹ منتشر شود، سپس پیش‌بینی شد که در سال ۲۰۲۱ اکران شود. در ژوئیه ۲۰۲۲، فیلم به‌طور نامحدود در قفسه در نظر گرفته شد. در آگوست ۲۰۲۲، جیمی فاکس تأیید کرد که فیلم منتشر نخواهد شد، زیرا «در تلاش برای شکستن گوشه‌های حساس با بازی رابرت داونی جونیور در نقش یک مرد مکزیکی است». گفته شد که نقش داونی جونیور از شخصیت کرک لازاروس در فیلم تندر استوایی (۲۰۰۸) الهام گرفته شده‌است.